# Walter Dix (Leichtathlet)
Walter Dix (* 31. Januar 1986 in Coral Springs) ist ein US-amerikanischer Sprinter.
2005 stellte er mit 10,06 s den US-Juniorenrekord im 100-Meter-Lauf auf. Bei den Meisterschaften der NCAA siegte er 2005 über 100 Meter, 2006 in der Halle und im Freien über 200 Meter, 2007 über 100 und 200 Meter und 2008 über 200 Meter.
2007 wurde er bei den US-Meisterschaften über 100 Meter Dritter, bei den Ausscheidungskämpfen (Trials) 2008 für die Olympischen Spiele in Peking siegte er über 200 Meter und wurde Zweiter über 100 Meter. In Peking gewann er über 100 Meter die Bronzemedaille mit einer Zeit von 9,91 s. Auch über 200 Meter holte Dix mit 19,98 s Bronze. Seine persönliche Bestleistung liegt bei 9,88 s, aufgestellt am 8. August 2010 in Luzern.
Bei den Weltmeisterschaften 2011 in Daegu gewann Dix die Silbermedaille über 100 Meter. Nach einem überragenden Schlusssprint überholte er noch Kim Collins, musste sich aber mit 10,08 s dem Jamaikaner Yohan Blake geschlagen geben. Auch über 200 Meter holte er Silber, dieses Mal hinter Usain Bolt. Bei dem ersten der beiden Saisonfinals, der Weltklasse Zürich, kam er mit 10,04 s über 100 Meter als Dritter ins Ziel, am 16. September lief er beim zweiten, dem Memorial Van Damme in Brüssel, mit neuer Bestleistung von 19,53 s auf den zweiten Platz.
2012 zog er nach Kalifornien, um unter John Smith zu trainieren. Am 22. April 2012 lief Dix dann erstmals 9,85 s, die Zeit wird allerdings wegen zu hohen Rückenwindes nicht als Bestleistung anerkannt. Bei den US Trials für die Olympischen Spiele in London verletzte er sich im 100-Meter-Finale und musste seine Saison danach vorzeitig beenden.
Erst am 1. Juni 2013 gab er in Eugene mit 20,16 s sein Comeback. Bei den US-Meisterschaften schaffte er es nicht, sich für die Weltmeisterschaften in Moskau zu qualifizieren. Am 8. September lief er bei seinem Sieg in Rieti erstmals nach seiner Verletzung wieder unter 10 Sekunden.
2014 wechselte er mit Kevin Brown den Trainer und zog dazu nach South Carolina. Erstmals seit 2011 blieb er über die Wintersaison verletzungsfrei.
Walter Dix ist 1,75 m groß und wiegt 86 kg.

## Statistiken
Windlegale 100-Meter-Zeiten unter 10 Sekunden
(Maximal legaler Wind = 2 m/s)
| Zeit | Wind | Datum         | Ort        |
| ---- | ---- | ------------- | ---------- |
| 9,88 | 1,0  | 8. Aug. 2010  | Nottwil    |
| 9,91 | 0,0  | 16. Aug. 2008 | Peking     |
| 9,92 | 0,2  | 2. Sep. 2008  | Lausanne   |
| 9,93 | 0,0  | 8. Juni 2007  | Sacramento |
| 9,94 | 1,3  | 24. Juni 2011 | Eugene     |
| 9,99 | −0,5 | 29. Aug. 2008 | Zürich     |
| 9,99 | 0,7  | 8. Sep. 2013  | Rieti      |

Windlegale 200-Meter-Zeiten unter 20 Sekunden
(Maximal legaler Wind = 2 m/s)
| Zeit  | Wind | Datum         | Ort         |
| ----- | ---- | ------------- | ----------- |
| 19,53 | 0,7  | 16. Sep. 2011 | Brüssel     |
| 19,69 | 0,9  | 26. Mai 2007  | Gainesville |
| 19,70 | 0,8  | 3. Sep. 2011  | Daegu       |
| 19,72 | 1,8  | 3. Juli 2010  | Eugene      |
| 19,86 | 1,7  | 6. Juli 2008  | Eugene      |
| 19,86 | 0,5  | 10. Juni 2010 | Rom         |
| 19,86 | 0,4  | 8. Juli 2010  | Lausanne    |
| 19,98 | −0,9 | 20. Aug. 2008 | Peking      |